# خمسة نظامي

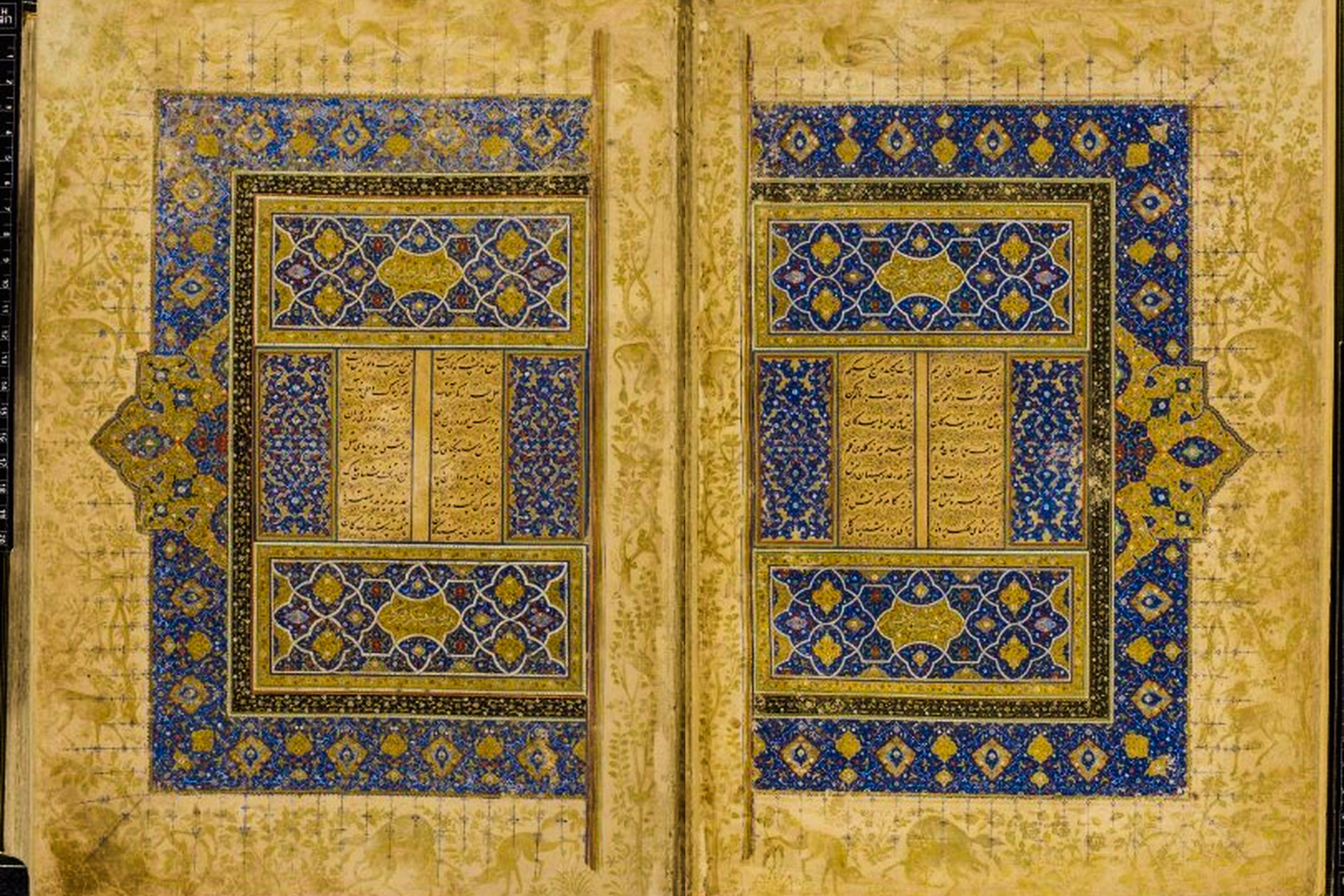
الصفحة الأولى من مخطوط الخمسة - المكتبة البريطانية - Or. 2265

خمسة نظامي أو پنج گنج (وتعني الكنوز الخمسة) هي خمس منطومات للشاعر الفارسي نظامي الكنجي (ت. 596 هـ)، وتعتبر أشهر آثاره.

## وصف
قال صاحب كشف الظنون: نظمه في غاية اللطافة، والجزالة، على ما شهد به المولى الجامي. والمنطومات المثنوية الخمس هي:
- «مخزن الأسرار» الذي يتألف من 2288 بيتاً موزوناً على البحر السريع، وهو قطوف فكرية تحدث فيها الشاعر عن جوانب الحياة كافة وقدم أفكاراً جديدة وطرح أسرار المعرفة كما تلقاها في سنوات عزلته وتأملاته، أما الخاتمة فكانت في الزهد والعرفان. ألفها نحو سنة 561 هـ.
- «خسرو وشيرين» - في ستة آلاف وخمسمئة بيت في بحر الهزج. ألفها سنة 571 هـ.
- «ليلى والمجنون» في أربعة آلاف وسبعمئة بيت كتبها في أقل من أربعة أشهر على بحر الهزج، ومضمونها عشق المجنون قيس من قبيلة بني عامر لليلى بنت سعد من القبيلة نفسها. ألفها سنة 584 هـ.
- «إسكندر نامه» فتشتمل على كتابي «شرف نامه» وفيه نحو ستة آلاف وثمانمئة بيت، و«إقبال نامه» (خردنامه) وفيه نحو ثلاثة آلاف وسبعمئة بيت وجميعها منظومة على البحر المتقارب. ألفها سنة 587 هـ.
- «هفت بيكر» أو «سبعة أجساد» أو «سبع قبب» على البحر الخفيف في خمسة آلاف بيت، وتتحدث عن بهرام الساساني الخامس المشهور بـ «بهرام كور». ألفها سنة 595 هـ.[3][4]

## مخطوطات
كان الخمسة من التآليف التي كثر فيها المخطوطات المحلاة بأجمل الزخارف، منها مخطوطة المكتبة البريطانية Or. 12208 إلى جانب مخطوطة في خزانة داؤد الخليلي في لندن.[بحاجة لمصدر]

## صور

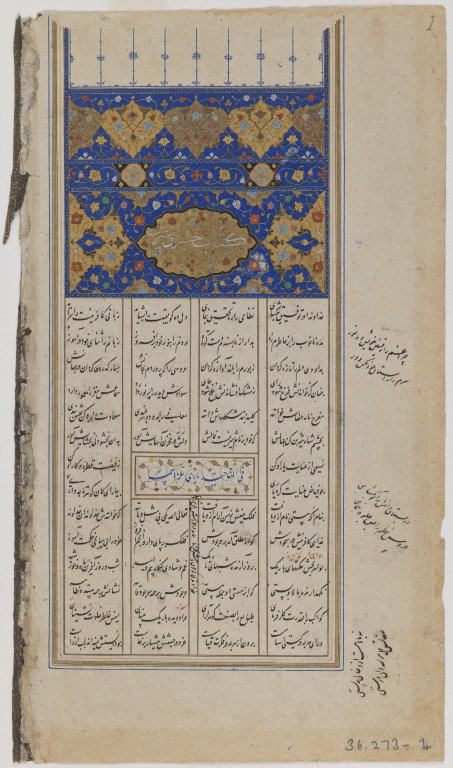
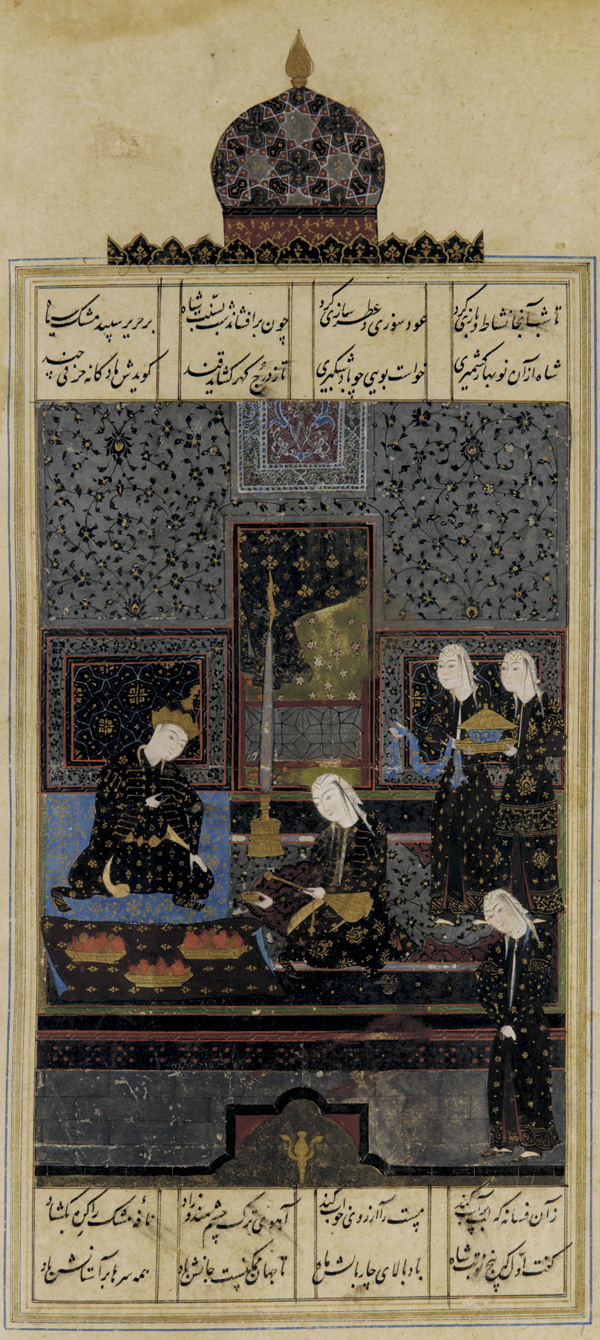
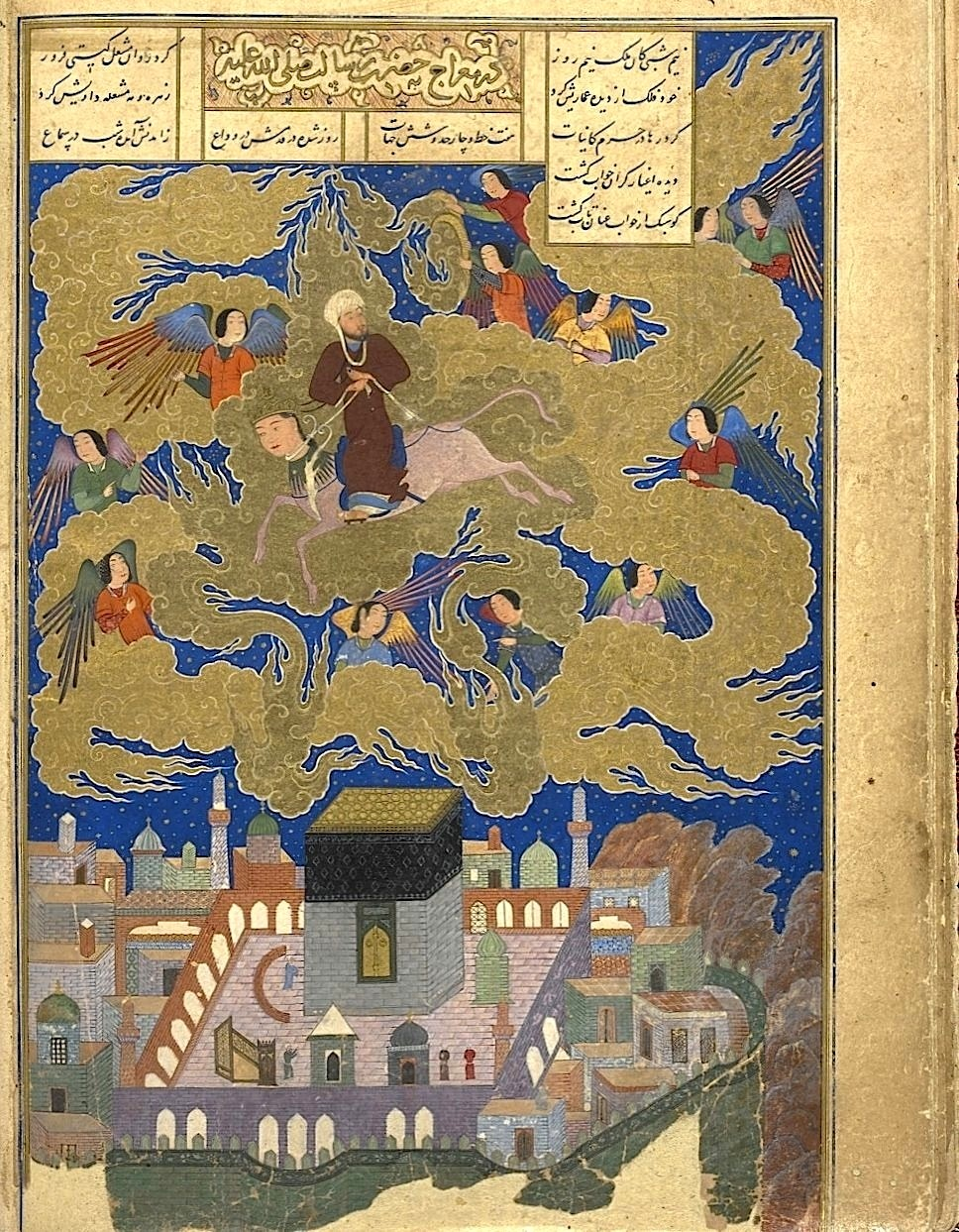
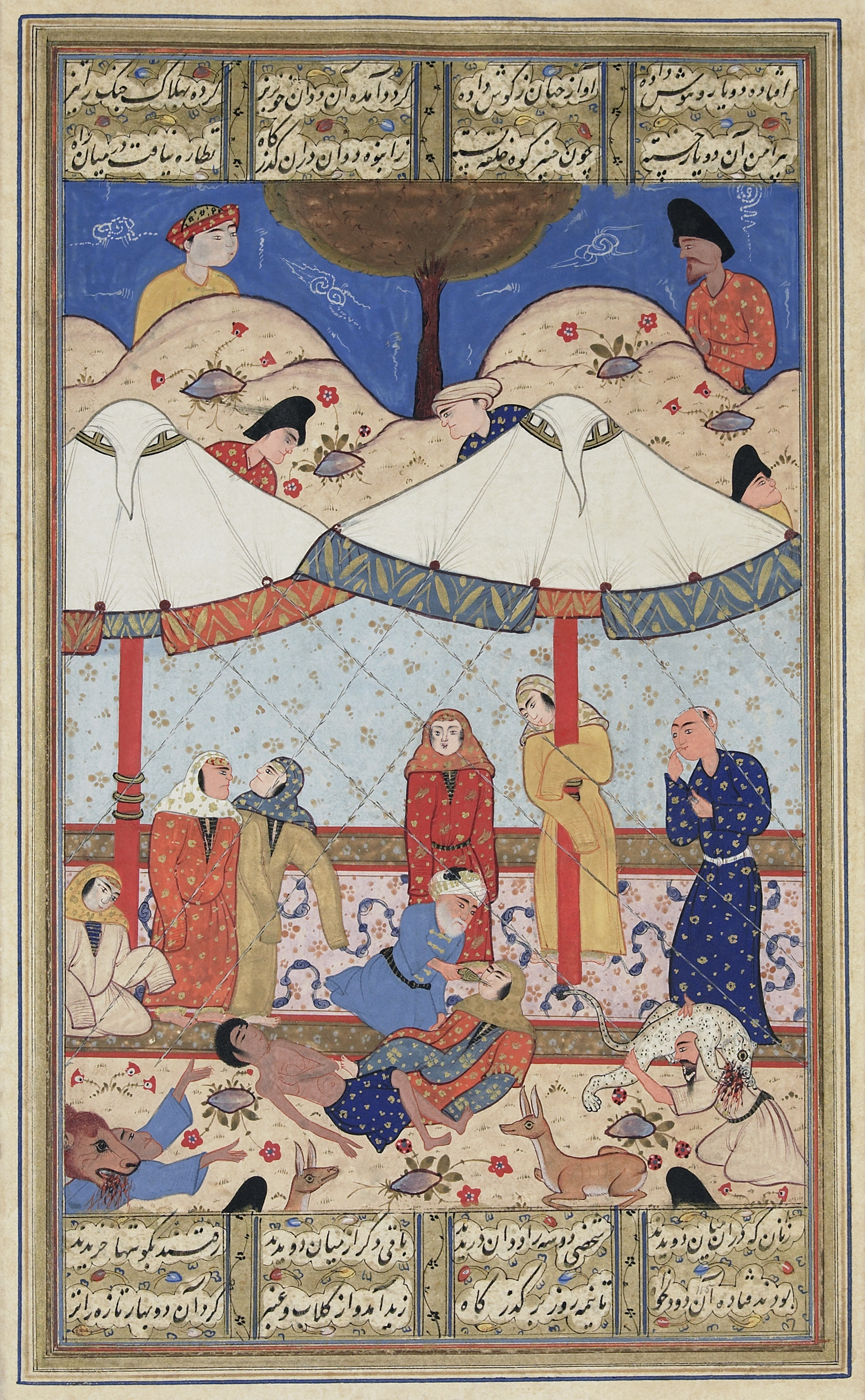
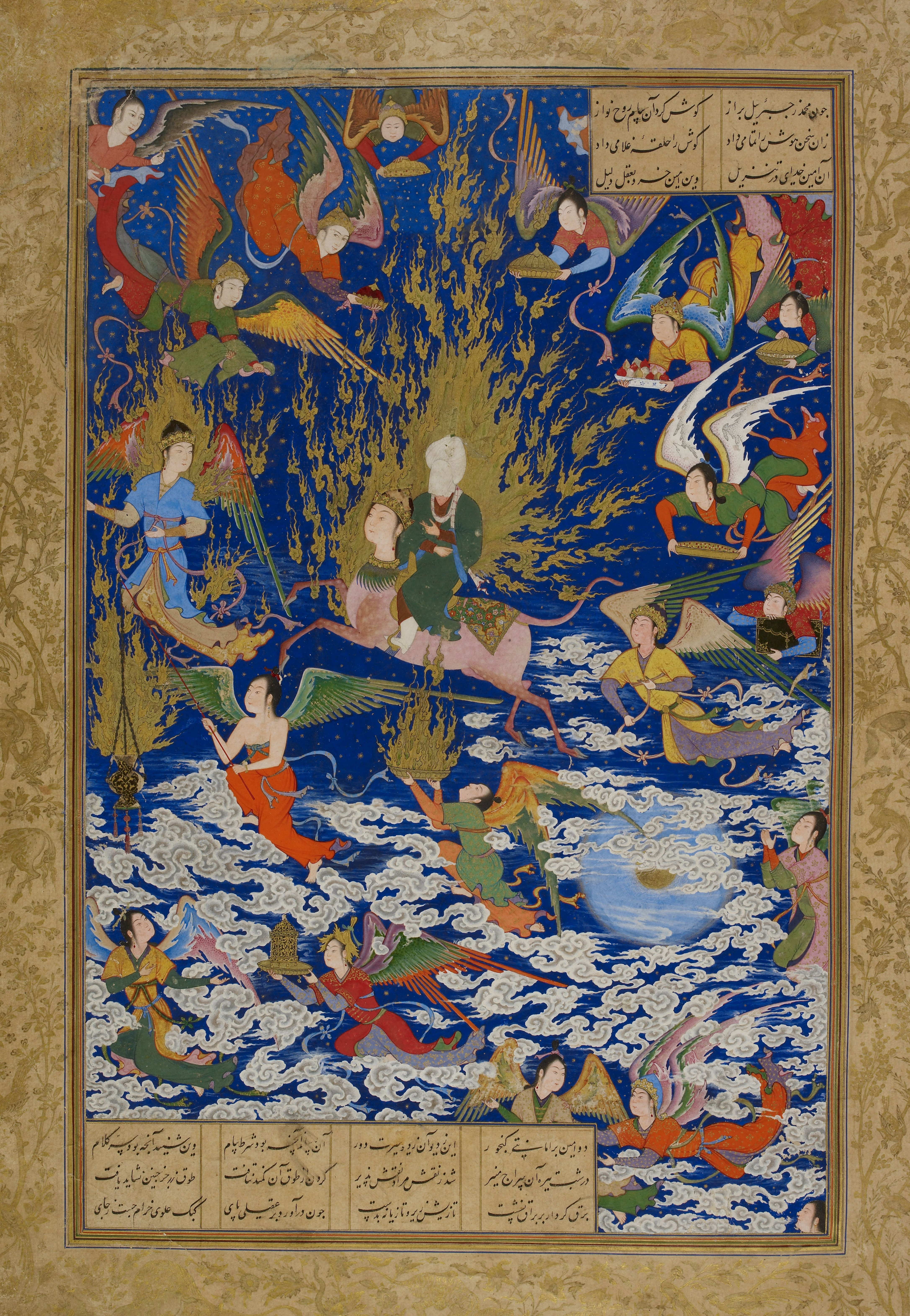
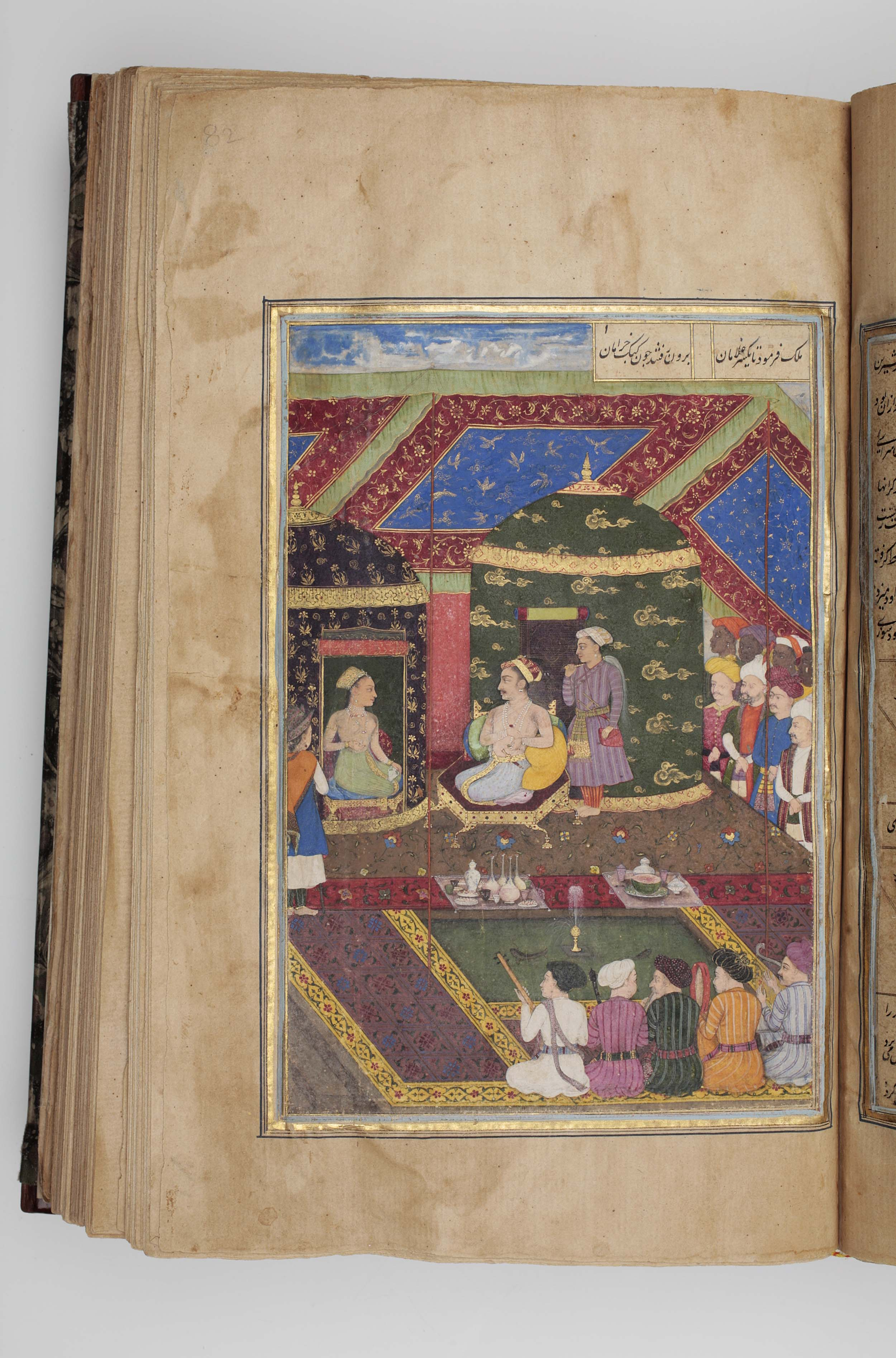